# Antiimperialismus

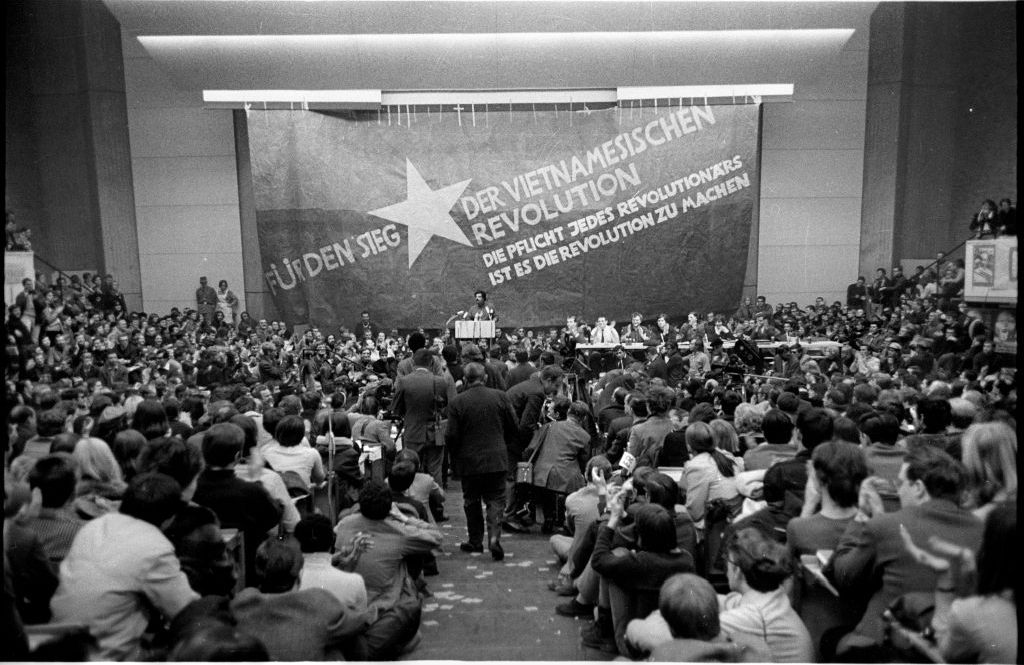
Der antiimperialistische Internationale Vietnamkongress, West-Berlin 1968

Der Begriff Antiimperialismus (aus griechisch ἀντί anti – „gegen, an Stelle von“ und „Imperialismus“ zusammengesetzt) ist der Gegenbegriff zu Imperialismus und von dessen jeweiliger Definition abhängig. Dieser bezeichnet allgemein eine auf Herrschaftserweiterung über das eigene Staatsgebiet hinaus ausgerichtete Politik. Antiimperialismus ist also deren prinzipielle Ablehnung.
Aus unterschiedlichen Erklärungsmodellen für den Imperialismus ergeben sich unterschiedliche antiimperialistische Positionen, die sich zum Teil ähneln, aber auch in direktem Gegensatz zueinander stehen können. Meist bedeutet Antiimperialismus jedoch die konkrete Bekämpfung des modernen, seit etwa 1890 bestehenden europäischen und US-amerikanischen Imperialismus. Heute wird darunter zumeist eine linksextreme Ideologie mit oft antiamerikanischen oder antisemitischen Untertönen verstanden.

## Verschiedene Imperialismustheorien
- Wird der Imperialismus als eine Phase nationalstaatlicher Expansionspolitik ab Ende des 19. Jahrhunderts gesehen, so erfuhr der Antiimperialismus mit dem zu Ende gehenden Ersten Weltkrieg 1917/18 eine Zäsur. Während Deutschland seine Kolonien verlor und Russland infolge der Oktoberrevolution auf eine antiimperialistische Politik umschwenkte, setzten die ehemaligen europäischen Entente-Mächte, v. a. Frankreich und Großbritannien, ihre kolonialistische Politik fort. In diesen Staaten entwickelte auch der Antiimperialismus eine zunehmend antikapitalistische Dimension.
- Wird hingegen der Imperialismus als eine dem Kapitalismus inhärente Entwicklungsstufe definiert (z. B. leninistische Imperialismustheorie), so wird auch der Antiimperialismus erst mit dem Ende des kapitalistischen Wirtschaftssystems seine Funktion verlieren.

Begriffsverwirrung entsteht immer dann, wenn das Wort Antiimperialismus ohne klaren Bezug auf die dahinter stehende Imperialismustheorie verwendet wird.
Formelle und informelle Herrschaft
Die Unterscheidung in formal empire („formelle Herrschaft“) und informal empire („informelle Herrschaft“) ermöglicht es auch nicht-marxistischen Imperialismustheoretikern, die Beschränkung des Imperialismusbegriffes auf den Kolonialismus zu durchbrechen. So war etwa Kuba auch in der nicht-marxistischen Analyse zwischen 1902 und 1959 zwar keine US-amerikanische Kolonie mehr, aber gehörte zum informal empire der USA, sinngemäß deren politischen, im engeren Sinn wirtschaftspolitischen, aber auch militärischen Einflusssphäre.

## Historischer Antiimperialismus

### USA
Antiimperialistische Bewegungen gab es sowohl in Europa im Zeitalter des Imperialismus als auch in den USA beginnend mit dem Spanisch-Amerikanischen Krieg 1898 und dem damit verbundenen Eintritt der Vereinigten Staaten in den Kreis der imperialistischen Weltmächte. Besonders in den USA gehörten auch einflussreiche bürgerliche Politiker zu den Antiimperialisten, die eine Vernachlässigung der wirtschaftlichen Entwicklung im eigenen Land befürchteten (Isolationismus).

### Deutsches Kaiserreich
Im Deutschen Kaiserreich waren es besonders Teile der SPD, die vor Beginn des Ersten Weltkrieges 1914 antiimperialistische Forderungen gegen die kolonialen Ansprüche des Deutschen Reichs bzw. dessen Politik in den entsprechenden Kolonien (im Wesentlichen die heutigen Staaten Togo, Kamerun, Namibia, Tansania, Papua-Neuguinea und Samoa) vertraten. Persönlichkeiten wie Rosa Luxemburg oder Karl Kautsky entwickelten eigene Imperialismustheorien. Andere, beispielsweise Eduard Bernstein, verneinten den zwangsweisen Zusammenhang zwischen Kolonialismus und Imperialismus.
Mit der Zustimmung der Mehrheit der SPD-Fraktion im Reichstag zu den Kriegskrediten des Deutschen Reiches 1914 während des Ersten Weltkrieges und dem Auseinanderbrechen der Zweiten Internationale in nationale Arbeiterbewegungen, die z. T. die Kriegspolitik ihrer Regierungen stützten, erfuhr der bisherige Antiimperialismus eine Zäsur.

### DDR
Die DDR definierte sich ausdrücklich als ein „antiimperialistisches Land“ und zog einen erheblichen Teil ihrer selbst zugeschriebenen Legitimität daraus mit dem Faschismus und dem bürgerlichen Imperialismus konsequent gebrochen zu haben. Sie sah sich als Bollwerk des Friedens und der Demokratie gegen den „imperialistischen Klassenfeind“ in der Bundesrepublik, die in der Kontinuität des Faschismus stand. Bis 1989 blieb die Rede vom westlichen Imperialismus als letztem Stadium des Kapitalismus gängige Terminologie. Sie leistete sich dafür auch eine gut ausgebaute Kolonialgeschichtsforschung, um die Kontinuität zwischen Kaiserreich und Bundesrepublik nachzuweisen, bei der sich lediglich die äußere Form geändert habe, und die anrüchigen Begriffe „Kolonie“, „Protektorat“ und „Kolonialwirtschaft“ durch „Entwicklungsland“, „wirtschaftliche Hilfe“, „Partnerschaft“ und „Eurafrika“ ersetzt worden sein sollen.

## Antiimperialismus als Antikapitalismus
Mit der Entstehung der kommunistischen Parteien aus den sozialistischen und sozialdemokratischen Arbeiterparteien und ihrer Ablehnung des „Imperialistischen Weltkrieges“ (Erster Weltkrieg) verband sich die Verwendung des Begriffes Antiimperialismus stark mit der marxistisch-leninistischen Imperialismustheorie. Der Imperialismus wird nicht als eine vorübergehende Erscheinung (wie im bürgerlichen Antiimperialismus) gesehen, sondern als Wesenselement der kapitalistischen Gesellschaft auf ihrer monopolkapitalistischen und staatsmonopolkapitalistischen Entwicklungsstufe. Er ist damit auch nicht mehr an einzelne Staaten gebunden, sondern an das ganze Gesellschaftssystem.
Seit dem von Lenin 1916 verfassten Aufsatz Der Imperialismus als höchstes Stadium des Kapitalismus ist der Antiimperialismus zu einem grundlegenden Begriff marxistisch-leninistischer Geschichtsinterpretation im 20. Jahrhundert geworden.
Entscheidend für diese Sichtweise des Imperialismus ist, dass folgende Elemente als Unterbegriffe von Imperialismus verstanden werden:
- Kolonialismus zum Zwecke der Ausweitung der Rohstoff- und Absatzmärkte
- Nationalismus als innenpolitische Rechtfertigung für Imperialismus
- Rassismus als scheinwissenschaftliche Rechtfertigung für die Überlegenheit imperialistischer Staaten
- Faschismus als extrem aggressive Form des Imperialismus

In dieser Lesart, die nicht von allen Antiimperialisten geteilt wird, sind dann Antikolonialismus, Internationalismus, Antirassismus und Antifaschismus Unterbegriffe von Antiimperialismus und Antikapitalismus.
Der Antiimperialismus der Neuen Linken, die in Europa im Zuge der 1968er-Bewegung zu einer wichtigen Stimme im öffentlichen Diskurs wurde, orientierte sich am Neomarxismus. Die Neue Linke nutzte das amerikanische Vorgehen im Vietnamkrieg als Katalysator. Auch die amerikanischen Versuche, die revolutionäre Regierung in Kuba zu stürzen, trugen zu den Protesten bei. In ihnen zeigte sich ein tief sitzender Antiamerikanismus, der sich, scheinbar paradox, an amerikanischen Mustern orientierte. Der Volkskundler Kaspar Maase beschreibt dieses Phänomen als „amerikanisierten Antiamerikanismus“. Ein Höhepunkt der Proteste war der Internationale Vietnamkongress des Sozialistischen Deutschen Studentenbunds, der am 17. und 18. Februar 1968 in West-Berlin stattfand. Die Teilnehmer solidarisierten sich mit dem kommunistischen Regime in Nordvietnam und versuchten, im Zeichen des Antiimperialismus eine weltweite Widerstandsbewegung gegen das liberal-kapitalistische System aufzubauen.
In Deutschland verstehen sich heute einige linksextreme Gruppen in Anlehnung an die klassische Imperialismustheorie des Marxismus-Leninismus als antikapitalistisch und deshalb auch antiimperialistisch. Für sie ist der Kampf gegen imperialistische Ausbeutung, als deren Akteure sie vornehmlich die Vereinigten Staaten, die NATO und Israel begreifen, notwendig mit einem Kampf gegen den Kapitalismus verbunden, der die tiefere Ursache des Imperialismus sei. Nach dem Sozialwissenschaftler Samuel Salzborn speist sich ihre Ideologie, die vor allem in den 1960er und 1970er Jahren verbreitet war, neben Lenins Imperialismustheorie aus Josef Stalins Verständnis der Nation als Territorial-, Sprach- und Kulturgemeinschaft, aus Mao Zedongs Vorstellung von der Allmacht des revolutionären Krieges und aus Carl Schmitts Ideen einer Großraumordnung mit Interventionsverbot für raumfremde Mächte. Marx’ Parole „Proletarier aller Länder, vereinigt euch!“ werde im Antiimperialismus ethnisiert und ergänzt zu „Proletarier aller Länder und unterdrückte Völker, vereinigt euch!“ Als Objekt der imperialistischen Unterdrückung und Subjekt revolutionärer Befreiung gälten seitdem ganze Völker, nicht mehr die in allen Völkern in ähnlicher Weise unterdrückten Klassen. Das Volk werde dabei als ethnisch homogen imaginiert, Klassengegensätze würden in Gegensätze zwischen Völkern umgedeutet.
Antiimperialisten dieser Richtung fordern antiimperialistische Solidarität mit Befreiungsbewegungen der so genannten Dritten Welt. Gemäß Rudolf van Hüllen wird die Solidarität aber für Befreiungsbewegungen reserviert, die als sozialistisch gelten; Befreiungsbewegungen, die auf „Einführung einer westlichen Demokratie“ zielten, würden als konterrevolutionär bewertet und nicht unterstützt.
Obwohl die Mehrheit der Linken den Antisemitismus nach ihrem Selbstverständnis ablehnte, lässt sich eine Tradition des linken Antisemitismus bis zum Frühsozialismus erkennen. So war der traditionelle antiimperialistische Antizionismus offen antisemitisch und schreckte nicht davor zurück, Anschläge auf jüdische Einrichtungen zu verüben. In seiner extremsten Ausprägung behauptete er, Nationalsozialisten und Zionisten hätten bis in die Vernichtungslager zusammengearbeitet.
Seit dem Sechstagekrieg 1967 war dieser linksextreme Antiimperialismus mit einer Delegitimierung des bis dahin von Linken zumeist positiv bewerteten Staates Israel verbunden, der aber nun als „Brückenkopf des US-Imperialismus“ im Nahen Osten angesehen wurde. Mitunter ging der Antizionismus dieser Gruppen in Antisemitismus über, wie er bei radikalen palästinensischen Gruppen, mit denen sich die Antiimperialisten solidarisierten, alltäglich war: Das Bonner Palästinakomitee etwa schrieb von einem „jüdischen Kapital“, der Kommunistische Bund rief zum Kampf gegen „den internationalen Zionismus“ auf. Auch die westdeutsche Rote Armee Fraktion verteidigte 1972 den Anschlag des palästinensischen „Schwarzen September“ auf die Olympischen Spiele in München. Sie bezeichnete den Angriff auf die israelischen Sportler in ihrer Erklärung vom November 1972 als „antiimperialistisch, antifaschistisch und internationalistisch“ wie Andreas Fanizadeh im Zusammenhang des Israel-Gaza-Kriegs im Februar 2024 in einem taz-Essay schreibt.
Laut Samuel Salzborn richtet sich „das antiimperialistische Weltbild […] nicht nur gegen Israel und Amerika, sondern gegen alles, was mit diesen assoziativ verbunden wird: gegen die Aufklärung und den Liberalismus, gegen die Moderne und die Individualität, gegen die Freiheit und die Demokratie – kurzum gegen jede Weltanschauung, die den Menschen individuelle Freiheit und subjektives Glück verspricht. Dagegen stellen Antiimperialisten eine Vorstellung von homogenen Gemeinschaften, in der der/die Einzelne nichts, das Kollektiv aber alles zählt.“ Für alles, was in diesem Weltbild nicht funktioniere, würden die USA und Israel verantwortlich gemacht. Salzborn sieht in diesem weltweiten antiimperialistischen Antisemitismus in den 1960er und 1970er Jahren die zweite Gegenwelle gegen die Demokratisierung (nach der nationalsozialistischen der 1920er bis 1940er Jahre und vor der islamistischen seit 2001).
Der Psychologe Tom David Uhlig kritisiert eine einseitige Interpretation der Konfliktursachen, die im Antiimperialismus vorkomme: In einer manichäischen Sicht würden allein die USA und Israel verantwortlich gemacht, wobei Israel häufig als „Brückenkopf“ des US-Imperialismus angesehen oder umgekehrt behauptet werde, die USA würden von israelischen, sprich jüdischen Interessen gesteuert. Beide Mächte würden als „künstliche“ Gesellschaften den vermeintlich „natürlichen“ Gemeinschaften gegenübergestellt, wobei letztere als vorpolitische Einheiten ohne innere Widersprüche imaginiert würden.
Gerade der westdeutschen radikalen Linken habe, so der Historiker Jeffrey Herf, „die Rhetorik des Antifaschismus und des Antiimperialismus [...] eine andere Art von scheinbarer Befreiung“ geboten, „nämlich die Befreiung von der Bürde der deutschen Geschichte nach dem Holocaust“.
Gegen diesen antiimperialistischen Antisemitismus richten sich seit den 1990er Jahren die Antideutschen, die dezidiert linke Positionen mit einer Ablehnung der deutschen Einheit und mit unbedingter Solidarität mit Israel verknüpfen.

## Antikolonialismus
Zahlreiche gegen den Kolonialismus gerichteten nationalen Befreiungsbewegungen entstanden in ihrem Kern bereits nach dem Ersten Weltkrieg und der mit ihm verbundenen Erschütterung der damaligen Weltordnung. Viele Gründer antikolonialer Bewegungen kamen in Kontakt mit der Kommunistischen Weltbewegung (Komintern), z. B. der Vietnamese Ho Chi Minh oder der Argentinier und Wahlkubaner Ernesto „Che“ Guevara, und sahen sich als Teil einer weltweiten antiimperialistischen Bewegung.
Nach dem Zweiten Weltkrieg entstand eine Welle von antikolonialen Bewegungen in nahezu allen Kolonien. Zumindest in ihrer Anfangszeit suchten sie nach Unterstützung und viele fanden sie in der einigenden Theorie marxistisch-leninistischer Imperialismustheorie. Neben dem Aspekt politischer Unterstützung spielte aber auch die materielle Unterstützung durch die Staaten des „Antiimperialistischen Lagers“ in der Atmosphäre des Kalten Krieges seit den 1950er Jahren eine mitunter entscheidende Rolle. Dies gilt z. B. für:
- Ägypten unter Nasser nach der britischen Herrschaft in Ägypten
- Vietnam, Algerien als französische Kolonien
- Kuba, Nicaragua und Chile als von den USA abhängige Staaten
- Angola, Guinea-Bissau, Mosambik als portugiesische Kolonien

## Kritik und Kontroversen
Im Rahmen der Entwicklung Russlands unter den imperialen Absichten Wladimir Putins wurde vermehrt kritisiert, dass speziell die Linke kein Sensorium für den russischen Imperialismus hätte. Als Russland die Ukraine angriff, sei die Erklärung, dass dort Russland gegen den Imperialismus der USA kämpfen würde, einfach nur „lächerlich“ gewesen, meinen der polnische Politikwissenschaftler Jan Smoleński und der amerikanische Wirtschaftswissenschaftler Jan Dutkiewicz. Die Kolonisierung der osteuropäischen Staaten durch Russland würde außer Acht gelassen werden, der amerikanische Historiker Timothy Snyder nannte den Krieg schlicht einen Kolonialkrieg. Schon 2017 hatte er vor dem Deutschen Bundestag darauf hingewiesen, dass wer den Ukrainern bescheinigt, kein Volk und keine Nation zu sein, der würde sie als Bewohner einer „Kolonie“ betrachten, deren Zugehörigkeit zu einem „Imperium“ letztlich legitim sei.